# 布拉德福德·布莱克蒙
布拉德福德·杰罗姆·布莱克蒙（Bradford Jerome Blackmon，1988 年 12 月 21 日出生） 是一名来自密西西比州的美国律师和民主党政治家。他是州众议员爱德华·布莱克蒙二世和州参议员芭芭拉·布莱克蒙的儿子，于 2023 年当选为密西西比州参议员，接替其母亲。  
2025年1月20日，布莱克蒙提出“避孕始于勃起法案”。该法案规定，男性在没有使胚胎受精的意图下排放“遗传物质”（精液）属于违法行为。布莱克蒙表示，该立法的目的是将男性的基本作用纳入避孕讨论中，以应对大量仅针对女性的立法活动。 